# Aglyptodactylus inguinalis
Espèce
Synonymes
- Rana inguinalis Günther, 1877

Statut de conservation UICN

 LC  : Préoccupation mineure
Aglyptodactylus inguinalis est une espèce d'amphibiens de la famille des Mantellidae.

## Répartition et habitat
Cette espèce est endémique de la côte Est de Madagascar. Elle se rencontre jusqu'à 481 m d'altitude. Elle vit dans la forêt tropicale humide de basse altitude.

## Taxinomie
Cette espèce a été relevée de sa synonymie avec Aglyptodactylus madagascariensis par Köhler, Glaw, Pabijan et Vences en 2015.

## Publication originale
- Günther, 1877 : Descriptions of some new Species of Reptiles from Madagascar. Annals and Magazine of Natural History, sér. 4, vol. 19, p. 313-317 (texte intégral).